# أل غوميز
أل غوميز (بالإنجليزية: Al Gomes)‏ هو منتج أسطوانات وكاتب أغاني أمريكي، ولد في 1960.

## وصلات خارجية
- أل غوميز على موقع IMDb (الإنجليزية)